# Élections présidentielles sous la Cinquième République dans le Finistère
Depuis l'adoption de la Constitution de la Cinquième République française en 1958, dix élections présidentielles ont eu lieu afin d'élire le président de la République. Cette page présente les résultats de ces élections dans le Finistère.

## Synthèse des résultats du second tour
Jusqu'en 1981, le Finistère vote plus à droite que la France, plaçant Valéry Giscard d'Estaing (50,94 %) devant François Mitterrand en 1981. De 1988 à 2002, le département vote dans la tendance nationale. À partir de 2007 le département vote franchement à gauche, plaçant en particulier Ségolène Royal devant Nicolas Sarkozy en 2007. En 2012, François Hollande obtient 7 points de plus qu'au niveau national. En 2017, Emmanuel Macron obtient 11 points de plus. En 2022, Emmanuel Macron obtient 9 points de plus qu'au niveau national
| 2022 | Emmanuel Macron (67,50 %) (France : 58,55%) | Marine Le Pen (32,50 %) (France : 41,45 %) | 77,18% (France : 71,99%) | 7,80% (France : 6,23%) |

| 2017 | Emmanuel Macron (77,33 %) (France : 66,10 %) | Marine Le Pen (22,67 %) (France : 33,90 %) | 79,07 % (France : 77,77 %) | 1,85 % (France : 2,47 %) |

| 2012 | François Hollande (58,86 %) (France : 51,64 %) | Nicolas Sarkozy (41,14 %) (France : 48,36 %) | 84,16 % (France : 80,35 %) | 1,67 % (France : 5,82 %) |

| 2007 | Nicolas Sarkozy (46,14 %) (France : 53,06 %) | Ségolène Royal (53,86 %) (France : 46,94 %) | 87,39 % (France : 83,97 %) | 1,13 % (France : 4,20 %) |

| 2002 | Jacques Chirac (89,44 %) (France : 82,21 %) | J.-M. Le Pen (10,56 %) (France : 17,79 %) | 74,98 % (France : 79,71 %) | 2,83 % (France : 3,38 %) |

| 1995 | Jacques Chirac (51,16 %) (France : 52,64 %) | Lionel Jospin (48,84 %) (France : 47,36 %) | 81,54 % (France : 78,38 %) | 2,18 % (France : 2,81 %) |

| 1988 | François Mitterrand (54,38 %) (France : 54,02 %) | Jacques Chirac (45,62 %) (France : 45,98 % %) | 83,23 % (France : 81,35 %) | 1,25 % (France : 2,00 %) |

| 1981 | François Mitterrand (49,06 %) (France : 51,76 %) | Valéry Giscard d'Estaing (50,94 %) (France : 48,24 %) | 82,5 % (France : 81,09 %) | 0,99 % (France : 1,62 %) |

| 1974 | Valéry Giscard d'Estaing (58,4 %) (France : 50,81 %) | François Mitterrand (41,6 %) (France : 49,19 %) | 85,15 % (France : 84,23 %) | 0,54 % (France : 0,92 %) |

| 1969 | Georges Pompidou (67,18 %) (France : 58,21 %) | Alain Poher (32,82 %) (France : 41,79 %) | 79,23 % (France : 77,59 %) | 0,61 % (France : 1,29 %) |

| 1965 | Charles de Gaulle (63,16 %) (France : 55,20 %) | François Mitterrand (36,84 %) (France : 44,80 %) | 84,97 % (France : 84,75 %) | 0,46 % (France : 1,01 %) |

|  | en augmentation |

## Résultats détaillés par scrutin

### 2022
Arrivé en tête du premier tour, le président sortant Emmanuel Macron (27,85 %) affronte Marine Le Pen (23,15 %), un duel identique à celui du scrutin de 2017. C'est la deuxième fois qu'un second tour opposant les mêmes candidats à deux scrutins présidentiels consécutifs a lieu après ceux où se sont affrontés Valéry Giscard d'Estaing et François Mitterrand en 1974 et 1981.
En troisième position avec 21,95 % des voix, Jean-Luc Mélenchon réalise le score le plus élevé de ses trois candidatures et arrive largement en tête de la gauche, mais échoue à accéder au second tour, avec environ 400 000 voix de moins que Marine Le Pen.
Une nouvelle fois, les partis politiques traditionnels sont absents du second tour, dans des proportions encore plus importantes que lors de la précédente élection. Le Parti socialiste et Les Républicains, représentés respectivement par Anne Hidalgo et Valérie Pécresse, s'effondrent avec des scores historiquement faibles et n'atteignent pas le seuil des 5 %, condition permettant d'être remboursé des frais de campagne.
Pour la première fois, les candidatures classées à l'extrême droite dépassent le seuil de 30 % des suffrages exprimés au premier tour tandis que les sondages d'opinion laissent annoncer un duel serré face au président sortant, la possibilité d'une victoire pour Marine Le Pen étant pour la première fois envisagée par ceux-ci.
Le second tour voit Emmanuel Macron l'emporter par 58,55 % des suffrages exprimés, permettant ainsi au président sortant d'entamer un second mandat. Le septennat ayant été aboli en 2000, il devient ainsi le premier président de la République française à être réélu pour un deuxième quinquennat, le deuxième président de la Cinquième République réélu hors période de cohabitation et le quatrième président de la Cinquième République réélu.
Dans le Finistère, Emmanuel Macron arrive en tête du premier tour avec 32,21 % des exprimés, suivi de Jean-Luc Mélenchon (21,47 %), Marine Le Pen (18,58 %) et Yannick Jadot (6,12 %). Au second tour, les électeurs ont voté à 77,33 % pour Emmanuel Macron contre 22,67 % pour Marine Le Pen avec un taux de participation de 79,07 % des inscrits.
| Candidats                | Candidats                | Partis                   | Premier tour | Premier tour | Second tour | Second tour |
| Candidats                | Candidats                | Partis                   | Voix         | %            | Voix        | %           |
| ------------------------ | ------------------------ | ------------------------ | ------------ | ------------ | ----------- | ----------- |
|                          | Emmanuel Macron          | LREM                     | 174 894      | 32,21        | 332 396     | 67,50       |
|                          | Jean-Luc Mélenchon       | LFI                      | 116 591      | 21,47        |             |             |
|                          | Marine Le Pen            | RN                       | 100 890      | 18,58        | 160 073     | 32,50       |
|                          | Yannick Jadot            | EELV                     | 33 200       | 6,12         |             |             |
|                          | Valérie Pécresse         | LR                       | 26 541       | 4,89         |             |             |
|                          | Éric Zemmour             | REC                      | 25 607       | 4,72         |             |             |
|                          | Jean Lassalle            | RES                      | 18 320       | 3,37         |             |             |
|                          | Fabien Roussel           | PCF                      | 15 340       | 2,83         |             |             |
|                          | Anne Hidalgo             | PS                       | 13 077       | 2,41         |             |             |
|                          | Nicolas Dupont-Aignan    | DLF                      | 8 566        | 1,58         |             |             |
|                          | Philippe Poutou          | NPA                      | 6 266        | 1,15         |             |             |
|                          | Nathalie Arthaud         | LO                       | 3 627        | 0,67         |             |             |
|                          |                          |                          |              |              |             |             |
| Votes valides            | Votes valides            | Votes valides            | 542 919      | 97,85        | 492 469     | 89,89       |
| Votes blancs             | Votes blancs             | Votes blancs             | 8 692        | 1,57         | 42 852      | 7,82        |
| Votes nuls               | Votes nuls               | Votes nuls               | 3 220        | 0,58         | 12 523      | 2,29        |
| Total                    | Total                    | Total                    | 554 831      | 100          | 547 844     | 100         |
| Abstention               | Abstention               | Abstention               | 154 870      | 21,82        | 161 974     | 22,82       |
| Inscrits / participation | Inscrits / participation | Inscrits / participation | 709 701      | 78,18        | 709 818     | 77,18       |

### 2017
Le premier tour de l'élection présidentielle de 2017 voit s'affronter onze candidats. Emmanuel Macron arrive en tête devant Marine Le Pen et tous deux se qualifient pour le second tour. Néanmoins, avec François Fillon et Jean-Luc Mélenchon, les scores des quatre candidats ayant recueilli le plus de voix sont serrés (4,43 points entre le 1er et le 4e). Pour la première fois, aucun des candidats des deux partis politiques pourvoyeurs jusque-là des présidents de la Ve République, n'est présent au second tour. Celui-ci se tient le dimanche 7 mai et se solde par la victoire d'Emmanuel Macron, avec un total de 20 753 798 bulletins de vote en sa faveur, soit 66,10 % des suffrages exprimés, face à la candidate du Front national, qui recueille 33,90 %. Le scrutin est néanmoins marqué par une forte abstention et par un record de votes blancs ou nuls.
Dans le Finistère, Emmanuel Macron arrive en tête du premier tour avec 29,45 % des exprimés, suivi de Jean-Luc Mélenchon (19,67 %), François Fillon (17,94 %), Marine Le Pen (13,89 %) et Benoît Hamon (10,91 %). Au second tour, les électeurs ont voté à 77,33 % pour Emmanuel Macron contre 22,67 % pour Marine Le Pen avec un taux de participation de 79,07 % des inscrits.
|             | EM          | Emmanuel Macron       | 164 095 | 29,45 %    | 371 332 | 77,33 %    |  |  |
|             | LFi         | Jean-Luc Mélenchon    | 109 607 | 19,67 %    |         |            |  |  |
|             | LR          | François Fillon       | 99 965  | 17,94 %    |         |            |  |  |
|             | FN          | Marine Le Pen         | 77 366  | 13,89 %    | 108 890 | 22,67 %    |  |  |
|             | PS          | Benoît Hamon          | 60 781  | 10,91 %    |         |            |  |  |
|             | DlF         | Nicolas Dupont-Aignan | 22 737  | 4,08 %     |         |            |  |  |
|             | NPA         | Philippe Poutou       | 8 250   | 1,48 %     |         |            |  |  |
|             | RES         | Jean Lassalle         | 6 192   | 1,11 %     |         |            |  |  |
|             | UPR         | François Asselineau   | 3 697   | 0,66 %     |         |            |  |  |
|             | LO          | Nathalie Arthaud      | 3 638   | 0,65 %     |         |            |  |  |
|             | SeP         | Jacques Cheminade     | 857     | 0,15 %     |         |            |  |  |
|             |             |                       |         |            |         |            |  |  |
|             |             |                       | Nombre  | % inscrits | Nombre  | % inscrits |  |  |
| Inscrits    | Inscrits    | Inscrits              | 690 571 |            | 690 439 |            |  |  |
| Abstentions | Abstentions | Abstentions           | 120 636 | 17,47 %    | 144 538 | 20,93 %    |  |  |
| Votants     | Votants     | Votants               | 569 935 | 82,53 %    | 545 901 | 79,07 %    |  |  |
|             |             |                       |         |            |         |            |  |  |
|             |             |                       |         | % votants  |         | % votants  |  |  |
| Blancs      | Blancs      | Blancs                | 9 452   | 1,37 %     | 51 327  | 7,43 %     |  |  |
| Nuls        | Nuls        | Nuls                  | 3 298   | 0,48 %     | 14 352  | 2,08 %     |  |  |
| Exprimés    | Exprimés    | Exprimés              | 557 185 | 80,68 %    | 480 222 | 69,55 %    |  |  |

### 2012
Hollande, désigné par le PS à la suite d'une primaire ouverte, devance Sarkozy dès le premier tour de l'élection présidentielle de 2012 : c'est la première fois qu'un président sortant est ainsi devancé. Au second tour, Sarkozy est battu mais par un écart plus faible qu'attendu.
Dans le Finistère, François Hollande arrive en tête du premier tour avec 33,7 % des exprimés, suivi de Nicolas Sarkozy (24,46 %), Marine Le Pen (11,98 %), Jean-Luc Mélenchon (11,52 %) et François Bayrou (11,27 %). Au second tour, les électeurs ont voté à 58,86 % pour François Hollande contre 41,14 % pour Nicolas Sarkozy avec un taux de participation de 84,65 % des inscrits.
|                | PS             | François Hollande     | 188 720 | 33,7 %     | 319 789 | 58,86 %    |  |  |
|                | UMP            | Nicolas Sarkozy       | 136 994 | 24,46 %    | 223 482 | 41,14 %    |  |  |
|                | FN             | Marine Le Pen         | 67 101  | 11,98 %    |         |            |  |  |
|                | FG             | Jean-Luc Mélenchon    | 64 505  | 11,52 %    |         |            |  |  |
|                | MoDem          | François Bayrou       | 63 121  | 11,27 %    |         |            |  |  |
|                | EELV           | Eva Joly              | 16 536  | 2,95 %     |         |            |  |  |
|                | DLF            | Nicolas Dupont-Aignan | 9 944   | 1,78 %     |         |            |  |  |
|                | NPA            | Philippe Poutou       | 8 273   | 1,48 %     |         |            |  |  |
|                | LO             | Nathalie Arthaud      | 3 347   | 0,6 %      |         |            |  |  |
|                | S&P            | Jacques Cheminade     | 1 531   | 0,27 %     |         |            |  |  |
|                |                |                       |         |            |         |            |  |  |
|                |                |                       | Nombre  | % inscrits | Nombre  | % inscrits |  |  |
| Inscrits       | Inscrits       | Inscrits              | 676 771 |            | 676 503 |            |  |  |
| Abstentions    | Abstentions    | Abstentions           | 107 176 | 15,84 %    | 103 877 | 15,35 %    |  |  |
| Votants        | Votants        | Votants               | 569 595 | 84,16 %    | 572 626 | 84,65 %    |  |  |
|                |                |                       |         |            |         |            |  |  |
|                |                |                       |         | % votants  |         | % votants  |  |  |
| Blancs ou nuls | Blancs ou nuls | Blancs ou nuls        | 9 523   | 1,67 %     | 29 355  | 5,13 %     |  |  |
| Exprimés       | Exprimés       | Exprimés              | 560 072 | 98,33 %    | 543 271 | 98,33 %    |  |  |

### 2007
Au premier tour de l'élection présidentielle de 2007, Sarkozy réussit à capter une partie des voix de Le Pen et arrive largement en tête. Royal est la première femme qualifiée pour le second tour d'une élection présidentielle. Elle est battue avec une avance de 6 points.
Dans le Finistère, Ségolène Royal arrive en tête du premier tour avec 29,19 % des exprimés, suivie de Nicolas Sarkozy (27,27 %), François Bayrou (22,74 %), Jean-Marie Le Pen (6,52 %) et Olivier Besancenot (5 %). Au second tour, les électeurs ont voté à 46,14 % pour Nicolas Sarkozy contre 53,86 % pour Ségolène Royal avec un taux de participation de 87,35 % des inscrits.
|                | PS             | Ségolène Royal       | 168 411 | 29,19 %    | 301 826 | 53,86 %    |  |  |
|                | UMP            | Nicolas Sarkozy      | 157 307 | 27,27 %    | 258 614 | 46,14 %    |  |  |
|                | UDF            | François Bayrou      | 131 177 | 22,74 %    |         |            |  |  |
|                | FN             | Jean-Marie Le Pen    | 37 600  | 6,52 %     |         |            |  |  |
|                | LCR            | Olivier Besancenot   | 28 839  | 5 %        |         |            |  |  |
|                | Les Verts      | Dominique Voynet     | 10 659  | 1,85 %     |         |            |  |  |
|                | MPF            | Philippe de Villiers | 10 058  | 1,74 %     |         |            |  |  |
|                | GPA            | Marie-George Buffet  | 9 574   | 1,66 %     |         |            |  |  |
|                | SE             | José Bové            | 8 504   | 1,47 %     |         |            |  |  |
|                | LO             | Arlette Laguiller    | 7 121   | 1,23 %     |         |            |  |  |
|                | CPNT           | Frédéric Nihous      | 6 092   | 1,06 %     |         |            |  |  |
|                | CNRSP          | Gérard Schivardi     | 1 527   | 0,26 %     |         |            |  |  |
|                |                |                      |         |            |         |            |  |  |
|                |                |                      | Nombre  | % inscrits | Nombre  | % inscrits |  |  |
| Inscrits       | Inscrits       | Inscrits             | 667 662 |            | 667 354 |            |  |  |
| Abstentions    | Abstentions    | Abstentions          | 84 178  | 12,61 %    | 84 390  | 12,65 %    |  |  |
| Votants        | Votants        | Votants              | 583 484 | 87,39 %    | 582 964 | 87,35 %    |  |  |
|                |                |                      |         |            |         |            |  |  |
|                |                |                      |         | % votants  |         | % votants  |  |  |
| Blancs ou nuls | Blancs ou nuls | Blancs ou nuls       | 6 615   | 1,13 %     | 22 524  | 3,86 %     |  |  |
| Exprimés       | Exprimés       | Exprimés             | 576 869 | 98,87 %    | 560 440 | 96,14 %    |  |  |

### 2002
Après cinq années de cohabitation, un duel est attendu entre Chirac et le Premier ministre Jospin lors de l'élection présidentielle de 2002, mais, à la surprise générale, ce dernier est devancé par Le Pen au premier tour. Au second tour, Chirac bénéficie du ralliement de la gauche et reçoit un score sans précédent. Il s'agit de la première élection pour un mandat de cinq ans et non plus sept.
Dans le Finistère, Jacques Chirac arrive en tête du premier tour avec 21,98 % des exprimés, suivi de Lionel Jospin (18,55 %), Jean-Marie Le Pen (10,8 %), François Bayrou (7,54 %) et Noël Mamère (6,56 %). Au second tour, les électeurs ont voté à 89,44 % pour Jacques Chirac contre 10,56 % pour Jean-Marie Le Pen avec un taux de participation de 82,65 % des inscrits.
|                | RPR            | Jacques Chirac          | 101 792 | 21,98 %    | 446 636 | 89,44 %    |  |  |
|                | PS             | Lionel Jospin           | 85 911  | 18,55 %    |         |            |  |  |
|                | FN             | Jean-Marie Le Pen       | 50 028  | 10,8 %     | 52 745  | 10,56 %    |  |  |
|                | UDF            | François Bayrou         | 34 930  | 7,54 %     |         |            |  |  |
|                | Les Verts      | Noël Mamère             | 30 389  | 6,56 %     |         |            |  |  |
|                | LO             | Arlette Laguiller       | 29 702  | 6,41 %     |         |            |  |  |
|                | LCR            | Olivier Besancenot      | 27 334  | 5,9 %      |         |            |  |  |
|                | MC             | Jean-Pierre Chevènement | 22 132  | 4,78 %     |         |            |  |  |
|                | DL             | Alain Madelin           | 18 988  | 4,1 %      |         |            |  |  |
|                | CPNT           | Jean Saint-Josse        | 16 411  | 3,54 %     |         |            |  |  |
|                | PC             | Robert Hue              | 13 479  | 2,91 %     |         |            |  |  |
|                | PRG            | Christiane Taubira      | 10 579  | 2,28 %     |         |            |  |  |
|                | Cap21          | Corinne Lepage          | 9 399   | 2,03 %     |         |            |  |  |
|                | FRS            | Christine Boutin        | 5 467   | 1,18 %     |         |            |  |  |
|                | MNR            | Bruno Mégret            | 4 427   | 0,96 %     |         |            |  |  |
|                | PT             | Daniel Gluckstein       | 2 108   | 0,46 %     |         |            |  |  |
|                |                |                         |         |            |         |            |  |  |
|                |                |                         | Nombre  | % inscrits | Nombre  | % inscrits |  |  |
| Inscrits       | Inscrits       | Inscrits                | 635 596 |            | 635 432 |            |  |  |
| Abstentions    | Abstentions    | Abstentions             | 159 032 | 25,02 %    | 110 251 | 17,35 %    |  |  |
| Votants        | Votants        | Votants                 | 476 564 | 74,98 %    | 525 181 | 82,65 %    |  |  |
|                |                |                         |         |            |         |            |  |  |
|                |                |                         |         | % votants  |         | % votants  |  |  |
| Blancs ou nuls | Blancs ou nuls | Blancs ou nuls          | 13 488  | 2,83 %     | 25 800  | 4,91 %     |  |  |
| Exprimés       | Exprimés       | Exprimés                | 463 076 | 97,17 %    | 499 381 | 95,09 %    |  |  |

### 1995
Après une nouvelle cohabitation et alors que la droite est particulièrement divisée entre Chirac et le Premier ministre Balladur, Jospin réussit à arriver en tête au premier tour de l'élection présidentielle de 1995, malgré la très lourde défaite de la gauche aux législatives de 1993. Au second tour, il est battu par Chirac.
Dans le Finistère, Lionel Jospin arrive en tête du premier tour avec 26,14 % des exprimés, suivi de Jacques Chirac (21,78 %), Édouard Balladur (21,06 %), Jean-Marie Le Pen (9,2 %) et Robert Hue (7,46 %). Au second tour, les électeurs ont voté à 51,16 % pour Jacques Chirac contre 48,84 % pour Lionel Jospin avec un taux de participation de 82,87 % des inscrits.
|                | PS             | Lionel Jospin        | 130 415 | 26,14 %    | 242 305 | 48,84 %    |  |  |
|                | RPR            | Jacques Chirac       | 108 697 | 21,78 %    | 253 843 | 51,16 %    |  |  |
|                | RPR            | Édouard Balladur     | 105 061 | 21,06 %    |         |            |  |  |
|                | FN             | Jean-Marie Le Pen    | 45 911  | 9,2 %      |         |            |  |  |
|                | PC             | Robert Hue           | 37 211  | 7,46 %     |         |            |  |  |
|                | LO             | Arlette Laguiller    | 30 313  | 6,08 %     |         |            |  |  |
|                | Les Verts      | Dominique Voynet     | 20 970  | 4,2 %      |         |            |  |  |
|                | MPF            | Philippe de Villiers | 19 188  | 3,85 %     |         |            |  |  |
|                | S&P            | Jacques Cheminade    | 1 200   | 0,24 %     |         |            |  |  |
|                |                |                      |         |            |         |            |  |  |
|                |                |                      | Nombre  | % inscrits | Nombre  | % inscrits |  |  |
| Inscrits       | Inscrits       | Inscrits             | 625 570 |            | 625 020 |            |  |  |
| Abstentions    | Abstentions    | Abstentions          | 115 503 | 18,46 %    | 107 069 | 17,13 %    |  |  |
| Votants        | Votants        | Votants              | 510 067 | 81,54 %    | 517 951 | 82,87 %    |  |  |
|                |                |                      |         |            |         |            |  |  |
|                |                |                      |         | % votants  |         | % votants  |  |  |
| Blancs ou nuls | Blancs ou nuls | Blancs ou nuls       | 11 101  | 2,18 %     | 21 803  | 4,21 %     |  |  |
| Exprimés       | Exprimés       | Exprimés             | 498 966 | 97,82 %    | 496 148 | 95,79 %    |  |  |

### 1988
Après deux ans de cohabitation, Mitterrand affronte le Premier ministre Chirac lors de l'élection présidentielle de 1988. Le Pen obtient au premier tour un score jusque-là sans précédent pour un parti d'extrême droite. Au second tour, Mitterrand est facilement réélu.
Dans le Finistère, François Mitterrand arrive en tête du premier tour avec 35,7 % des exprimés, suivi de Jacques Chirac (20,92 %), Raymond Barre (19,56 %), Jean-Marie Le Pen (9,92 %) et André Lajoinie (4,33 %). Au second tour, les électeurs ont voté à 54,38 % pour François Mitterrand contre 45,62 % pour Jacques Chirac avec un taux de participation de 86,11 % des inscrits.
|                | PS                    | François Mitterrand | 180 541 | 35,7 %     | 280 287 | 54,38 %    |  |  |
|                | RPR                   | Jacques Chirac      | 105 807 | 20,92 %    | 235 138 | 45,62 %    |  |  |
|                | SE                    | Raymond Barre       | 98 919  | 19,56 %    |         |            |  |  |
|                | FN                    | Jean-Marie Le Pen   | 50 149  | 9,92 %     |         |            |  |  |
|                | PC                    | André Lajoinie      | 21 918  | 4,33 %     |         |            |  |  |
|                | Les Verts             | Antoine Waechter    | 21 604  | 4,27 %     |         |            |  |  |
|                | Communiste rénovateur | Pierre Juquin       | 14 007  | 2,77 %     |         |            |  |  |
|                | LO                    | Arlette Laguiller   | 11 051  | 2,19 %     |         |            |  |  |
|                | MPT                   | Pierre Boussel      | 1 660   | 0,33 %     |         |            |  |  |
|                |                       |                     |         |            |         |            |  |  |
|                |                       |                     | Nombre  | % inscrits | Nombre  | % inscrits |  |  |
| Inscrits       | Inscrits              | Inscrits            | 615 226 |            | 615 115 |            |  |  |
| Abstentions    | Abstentions           | Abstentions         | 103 170 | 16,77 %    | 85 467  | 13,89 %    |  |  |
| Votants        | Votants               | Votants             | 512 056 | 83,23 %    | 529 648 | 86,11 %    |  |  |
|                |                       |                     |         |            |         |            |  |  |
|                |                       |                     |         | % votants  |         | % votants  |  |  |
| Blancs ou nuls | Blancs ou nuls        | Blancs ou nuls      | 6 400   | 1,25 %     | 14 223  | 2,69 %     |  |  |
| Exprimés       | Exprimés              | Exprimés            | 505 656 | 98,75 %    | 515 425 | 97,31 %    |  |  |

### 1981
Lors de l'élection présidentielle de 1981, Giscard d'Estaing arrive en tête au premier tour et affronte, comme la fois précédente, Mitterrand. Pour la première fois, un président sortant est battu : Mitterrand devient le premier président de gauche de la Ve République.
Dans le Finistère, Valéry Giscard d'Estaing arrive en tête du premier tour avec 30,64 % des exprimés, suivi de François Mitterrand (27,21 %), Jacques Chirac (19,55 %), Georges Marchais (9,98 %) et Brice Lalonde (4,28 %). Au second tour, les électeurs ont voté à 58,4 % pour Valéry Giscard d'Estaing contre 49,06 % pour François Mitterrand avec un taux de participation de 87,19 % des inscrits.
|                | UDF            | Valéry Giscard d'Estaing | 149 041 | 30,64 %    | 258 551 | 50,94 %    |  |  |
|                | PS             | François Mitterrand      | 132 343 | 27,21 %    | 249 041 | 49,06 %    |  |  |
|                | RPR            | Jacques Chirac           | 95 074  | 19,55 %    |         |            |  |  |
|                | PC             | Georges Marchais         | 48 561  | 9,98 %     |         |            |  |  |
|                | MEP            | Brice Lalonde            | 20 793  | 4,28 %     |         |            |  |  |
|                | LO             | Arlette Laguiller        | 10 936  | 2,25 %     |         |            |  |  |
|                | PSU            | Huguette Bouchardeau     | 10 055  | 2,07 %     |         |            |  |  |
|                | MRG            | Michel Crépeau           | 8 530   | 1,75 %     |         |            |  |  |
|                | Divers droite  | Michel Debré             | 6 012   | 1,24 %     |         |            |  |  |
|                | Divers droite  | Marie-France Garaud      | 5 024   | 1,03 %     |         |            |  |  |
|                |                |                          |         |            |         |            |  |  |
|                |                |                          | Nombre  | % inscrits | Nombre  | % inscrits |  |  |
| Inscrits       | Inscrits       | Inscrits                 | 595 439 |            | 595 204 |            |  |  |
| Abstentions    | Abstentions    | Abstentions              | 104 195 | 17,5 %     | 76 232  | 12,81 %    |  |  |
| Votants        | Votants        | Votants                  | 491 244 | 82,5 %     | 518 972 | 87,19 %    |  |  |
|                |                |                          |         |            |         |            |  |  |
|                |                |                          |         | % votants  |         | % votants  |  |  |
| Blancs ou nuls | Blancs ou nuls | Blancs ou nuls           | 4 875   | 0,99 %     | 11 380  | 2,19 %     |  |  |
| Exprimés       | Exprimés       | Exprimés                 | 486 369 | 99,01 %    | 507 592 | 97,81 %    |  |  |

### 1974
L'élection présidentielle de 1974 est une élection anticipée à la suite de la mort de Pompidou. Mitterrand, candidat unique de la gauche, est largement en tête au premier tour devant Giscard d'Estaing, qui distance lui-même Chaban-Delmas. Au terme d'une campagne animée, marquée par un débat télévisé tendu, Giscard d'Estaing l'emporte avec une très courte avance.
Dans le Finistère, Valéry Giscard d'Estaing arrive en tête du premier tour avec 41,45 % des exprimés, suivi de François Mitterrand (37,09 %), Jacques Chaban-Delmas (13,69 %), Jean Royer (2,62 %) et Arlette Laguiller (2,2 %). Au second tour, les électeurs ont voté à 58,4 % pour Valéry Giscard d'Estaing contre 41,6 % pour François Mitterrand avec un taux de participation de 88,33 % des inscrits.
|                | RI             | Valéry Giscard d'Estaing' | 179 913 | 41,45 %    | 262 320 | 58,4 %     |  |  |
|                | PS             | François Mitterrand       | 160 978 | 37,09 %    | 186 833 | 41,6 %     |  |  |
|                | UDR            | Jacques Chaban-Delmas     | 59 426  | 13,69 %    |         |            |  |  |
|                | SE             | Jean Royer                | 11 378  | 2,62 %     |         |            |  |  |
|                | LO             | Arlette Laguiller         | 9 532   | 2,2 %      |         |            |  |  |
|                | SE, écologiste | René Dumont               | 4 928   | 1,14 %     |         |            |  |  |
|                | FN             | Jean-Marie Le Pen         | 3 403   | 0,78 %     |         |            |  |  |
|                | MDSF           | Émile Muller              | 1 498   | 0,35 %     |         |            |  |  |
|                | FCR            | Alain Krivine             | 1 251   | 0,29 %     |         |            |  |  |
|                | MFE            | Jean-Claude Sebag         | 669     | 0,15 %     |         |            |  |  |
|                | FE             | Guy Héraud                | 537     | 0,12 %     |         |            |  |  |
|                |                |                           |         |            |         |            |  |  |
|                |                |                           | Nombre  | % inscrits | Nombre  | % inscrits |  |  |
| Inscrits       | Inscrits       | Inscrits                  | 512 440 |            | 512 244 |            |  |  |
| Abstentions    | Abstentions    | Abstentions               | 76 083  | 14,85 %    | 59 774  | 11,67 %    |  |  |
| Votants        | Votants        | Votants                   | 436 357 | 85,15 %    | 452 470 | 88,33 %    |  |  |
|                |                |                           |         |            |         |            |  |  |
|                |                |                           |         | % votants  |         | % votants  |  |  |
| Blancs ou nuls | Blancs ou nuls | Blancs ou nuls            | 2 347   | 0,54 %     | 3 317   | 0,73 %     |  |  |
| Exprimés       | Exprimés       | Exprimés                  | 434 010 | 99,46 %    | 449 153 | 99,27 %    |  |  |

### 1969
L'élection présidentielle de 1969 est une élection anticipée à la suite de la démission de De Gaulle. La gauche se lance désunie dans la course et, bien que Duclos (PCF) manque de le devancer, c'est le président par intérim Poher qui accède au second tour face à l'ex-Premier ministre Pompidou. Alors que Duclos refuse d'appeler à voter au second tour pour « bonnet blanc ou blanc bonnet », Pompidou est finalement largement élu.
Dans le Finistère, Georges Pompidou arrive en tête du premier tour avec 53,44 % des exprimés, suivi de Alain Poher (18,87 %), Jacques Duclos (17,06 %), Michel Rocard (4,64 %) et Gaston Defferre (4,2 %). Au second tour, les électeurs ont voté à 67,18 % pour Georges Pompidou contre 32,82 % pour Alain Poher avec un taux de participation de 72,47 % des inscrits.
|                | UDR            | Georges Pompidou | 210 366 | 53,44 %    | 230 814 | 67,18 %    |  |  |
|                | CD             | Alain Poher      | 74 276  | 18,87 %    | 112 770 | 32,82 %    |  |  |
|                | PC             | Jacques Duclos   | 67 141  | 17,06 %    |         |            |  |  |
|                | PSU            | Michel Rocard    | 18 273  | 4,64 %     |         |            |  |  |
|                | SFIO           | Gaston Defferre  | 16 547  | 4,2 %      |         |            |  |  |
|                | SE             | Louis Ducatel    | 3 687   | 0,94 %     |         |            |  |  |
|                | LC             | Alain Krivine    | 3 382   | 0,86 %     |         |            |  |  |
|                |                |                  |         |            |         |            |  |  |
|                |                |                  | Nombre  | % inscrits | Nombre  | % inscrits |  |  |
| Inscrits       | Inscrits       | Inscrits         | 499 910 |            | 499 609 |            |  |  |
| Abstentions    | Abstentions    | Abstentions      | 103 837 | 20,77 %    | 137 543 | 27,53 %    |  |  |
| Votants        | Votants        | Votants          | 396 073 | 79,23 %    | 362 066 | 72,47 %    |  |  |
|                |                |                  |         |            |         |            |  |  |
|                |                |                  |         | % votants  |         | % votants  |  |  |
| Blancs ou nuls | Blancs ou nuls | Blancs ou nuls   | 2 401   | 0,61 %     | 18 482  | 5,1 %      |  |  |
| Exprimés       | Exprimés       | Exprimés         | 393 672 | 99,39 %    | 343 584 | 94,9 %     |  |  |

### 1965
L'élection présidentielle de 1965 est la première élection au suffrage universel direct à la suite du référendum d'octobre 1962. De Gaulle est mis en ballottage, à la surprise générale, par Mitterrand, candidat unique de la gauche. La campagne du second tour est axée sur l'Europe et les relations internationales ainsi que sur l'armement nucléaire. De Gaulle est finalement réélu avec une large avance.
Dans le Finistère, Charles de Gaulle arrive en tête du premier tour avec 49,59 % des exprimés, suivi de François Mitterrand (27,58 %), Jean Lecanuet (18,44 %), Jean-Louis Tixier-Vignancour (2,42 %) et Pierre Marcilhacy (1,15 %). Au second tour, les électeurs ont voté à 63,16 % pour Charles de Gaulle contre 36,84 % pour François Mitterrand avec un taux de participation de 84,71 % des inscrits.
|                | UNR            | Charles de Gaulle            | 207 615 | 49,59 %    | 260 051 | 63,16 %    |  |  |
|                | CIR            | François Mitterrand          | 115 487 | 27,58 %    | 151 697 | 36,84 %    |  |  |
|                | MRP            | Jean Lecanuet                | 77 223  | 18,44 %    |         |            |  |  |
|                | SE             | Jean-Louis Tixier-Vignancour | 10 145  | 2,42 %     |         |            |  |  |
|                | PLE            | Pierre Marcilhacy            | 4 826   | 1,15 %     |         |            |  |  |
|                | SE             | Marcel Barbu                 | 3 393   | 0,81 %     |         |            |  |  |
|                |                |                              |         |            |         |            |  |  |
|                |                |                              | Nombre  | % inscrits | Nombre  | % inscrits |  |  |
| Inscrits       | Inscrits       | Inscrits                     | 495 023 |            | 494 879 |            |  |  |
| Abstentions    | Abstentions    | Abstentions                  | 74 411  | 15,03 %    | 75 685  | 15,29 %    |  |  |
| Votants        | Votants        | Votants                      | 420 612 | 84,97 %    | 419 194 | 84,71 %    |  |  |
|                |                |                              |         |            |         |            |  |  |
|                |                |                              |         | % votants  |         | % votants  |  |  |
| Blancs ou nuls | Blancs ou nuls | Blancs ou nuls               | 1 923   | 0,46 %     | 7 446   | 1,78 %     |  |  |
| Exprimés       | Exprimés       | Exprimés                     | 418 689 | 99,54 %    | 411 748 | 98,22 %    |  |  |